# Dendrobium denudans
Dendrobium denudans är en orkidéart som beskrevs av David Don. Dendrobium denudans ingår i släktet Dendrobium, och familjen orkidéer. Inga underarter finns listade i Catalogue of Life.